# Le Gardien de l'enfer
Pour plus de détails, voir Fiche technique et Distribution.
Le Gardien de l'enfer (地獄の警備員, Jigoku no keibi in) est un film d'horreur japonais écrit et réalisé par Kiyoshi Kurosawa, sorti en 1992. 

## Synopsis
Un lutteur de sumo commet un meurtre et est contraint de mettre fin à sa carrière. Devenu veilleur de nuit dans une entreprise, il prend goût à ses pulsions meurtrières et enchaîne les crimes violents sans réelle motivation. Mais, un soir, une jeune recrue est témoin du meurtre d'un de ses collègues.

## Fiche technique
- Titre original : 地獄の警備員 (Jigoku no keibi in?)
- Titre français : Le Gardien de l'enfer[1]
- Réalisation et scénario : Kiyoshi Kurosawa
- Assistants réalisateurs : Hirohisa Sasaki, Shinji Aoyama
- Production : Toshiyasu Nakamura, Susumu Miyasaka et Ryuuji Ikoma
- Musique : Midori Funakoshi
- Photographie : Ken'ichi Negishi
- Montage : Kan Suzuki
- Pays d'origine :  Japon
- Langue originale : japonais
- Format : couleur - 1,85:1 - Stéréo - 35 mm
- Genre : film d'horreur
- Durée : 97 minutes[2]
- Dates de sortie : 
  - Japon : 13 juin 1992[2]

## Distribution
- Makiko Kuno (ja) : Akiko Narushima
- Yutaka Matsushige : Fujimaru
- Hatsunori Hasegawa (ja) : Hyodo
- Ren Ōsugi : Kurume
- Tarō Suwa : Yoshioka
- Kanta Ogata (ja) : Nonomura